# 인어의 노래
《인어의 노래》 (영어: Mr. Peabody and the Mermaid )는 1948년에 개봉한 미국 영화이다.

## 출연
- 윌리엄 파월 - 피바디
- 아이린 허비 - 폴리

## 한국판 성우진(KBS)
- 황원 - 피바디(윌리엄 파월)
- 권희덕 - 폴리(아이린 허비)
- 이진화 - 캐시(앤드리아 킹)
- 김계원 - 경찰서장(럼스덴 헤어)
- 정기항 - 하비(아트 스미스)
- 남궁윤 - 마이크(클린튼 선드버그)
- 장광 - 하들리(휴 프렌치)
- 이선희 - 트렌쇼 부인(메리 서머빌)
- 김영민 - 바질(프레데릭 클라크)
- 박상훈 - 웨이터(톰 스티븐슨)